# Messier 99
A Messier 99 (más néven M99, vagy NGC 4254) egy spirálgalaxis a Coma Berenices (Bereniké haja) csillagképben.

## Felfedezése
Az M99 galaxist Pierre Méchain fedezte fel 1781. március 15-én. Charles Messier 1781. április 13-án katalogizálta.

## Tudományos adatok
Az M99 a Virgo halmaz tagja. 2407 km/s sebességgel távolodik tőlünk. Eddig három szupernóvát figyeltek meg benne:
- SN 1967H: II típusú szupernóva 1967 júniusában
- SN 1972Q: II típusú, 1972. december 16-án
- SN 1986I: I típusú, 1986. május 17-én

## Megfigyelési lehetőség
Az M99 az egyik leghalványabb Messier-objektum. William és John Herschel nagy, kerek objektumnak, az amerikai Francis Preserved Leavenworth (1858-1928) és a britWilliam Parsons (1800-1867), Rosse 3. grófja pedig háromkarú spirálnak látta a galaxist. J. H. Mallas úgy látta, hogy a 10 cm-es refraktornál nagyobb nyílású távcsővel több részlet lenne látható az objektumból.